# Louis de Cahusac

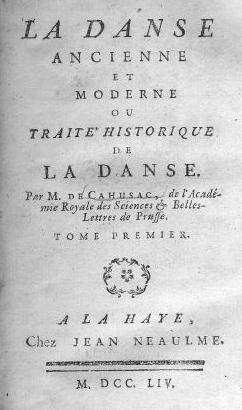
La danse ancienne et moderne ou Traité historique de la danse

Louis de Cahusac (Montauban, 6 april 1706 - Parijs, 22 juni 1759) was een Frans toneelschrijver.
De Cahusac was van opleiding een jurist en werkte als advocaat bij de Cour des Aides, een fiscale rechtbank. In 1732 trok hij naar Parijs. Als secretaris van de graaf van Clermont, Louis de Bourbon (1709-1771), werd hij geïntroduceerd in de literaire en artistieke kringen in de hoofdstad. Hij schreef verschillende tragediën en blijspelen, waaronder Pharamond. In 1745 ontmoette de Cahusac componist Jean-Philippe Rameau en hij schreef voor hem de libretto's van zeven opera's en balletten waaronder Zoroastre en Les Boréades. Daarnaast schreef hij 15 artikels voor de Encyclopédie van Denis Diderot over dans (een herwerking van zijn gepubliceerde verhandeling La danse ancienne et moderne ou Traité historique de la danse) en over het lyrisch theater.

Marie Fel (1757), schilderij door Maurice Quentin de La Tour, Musée Antoine Lécuyer, Saint-Quentin

Vanuit Parijs werkte hij met markies Jean-Jacques Lefranc de Pompignan mee aan de oprichting van de Académie de Montauban.
Hij stierf op 53-jarige leeftijd, naar verluidt aan liefdesverdriet nadat hij was afgewezen door operazangeres Marie Fel.

## Publicaties
- de Cahusac, Louis, Pharamond, Tragédie. Prault fils (1741) – via Google Books.
- de Cahusac, Louis, Zénéide: comédie en un acte, en vers, avec un divertissement. Prault fils (1743) – via Google Books.
- de Cahusac, Louis, Naïs, opera pour la paix. l'Académie Royale de Musique (1749) – via Google Books.
- de Cahusac, Louis, Anacréon, ballet heroique. Ballard (1754) – via Google Books.
- de Cahusac, Louis, La danse ancienne et moderne ou traité historique de la danse. Tome premier. Neaulme (1754) – via Google Books.
- de Cahusac, Louis, La danse ancienne et moderne ou traité historique de la danse. Tome second. Neaulme (1754) – via Google Books.
- de Cahusac, Louis, La danse ancienne et moderne ou traité historique de la danse. Tome troisième. Neaulme (1754) – via Google Books.
- de Cahusac, Louis, Zoroastre, opera. Ballard (1757) – via Google Books.